# Nosodomodes tuberculatus
Nosodomodes tuberculatus is een keversoort uit de familie somberkevers (Zopheridae). De wetenschappelijke naam van de soort werd in 1831 gepubliceerd door Ernst Friedrich Germar.